# Lonchura fuscans
El capuchino sombrío (Lonchura fuscans) es una especie de ave paseriforme de la familia Estrildidae endémica de Borneo e islas menores circundantes.

## Distribución
Se encuentra únicamente en la isla de Borneo y algunas islas menores que la circundan como Gran Natuna, Subi Besar o Banguey.